# Washington (West Sussex)
Washington ist ein Dorf und eine Gemeinde im Distrikt Horsham in West Sussex, England. Es liegt etwa acht Kilometer westlich von Steyning und fünf Kilometer östlich von Storrington an der Schnellstraße A24 am Rande der South Downs. Washington besitzt eine anglikanische Kirche, die der Heiligen Maria gewidmet ist. Infrastrukturell bietet die Gemeinde eine Grundschule sowie ein Gemeindezentrum mit angeschlossenem Sportplatz. 